# Joseph Zada
Joseph Zada (* 2005 in Sydney als Joseph Cumpston) ist ein australischer Schauspieler. 

## Leben
Zada wurde 2005 als eines von vier Kindern von Schauspieler Jeremy Cumpston und Produzentin Jessica Brentnall als Joseph Cumpston geboren. Sein Bruder Hal Cumpston ist ebenfalls Schauspieler.
Seine Schauspieldebüt gab Zada 2019 in dem Comedy-Drama Bilched, bei dem sein Vater Jeremy Regie führte und in dem sein Bruder Hal die Hauptrolle spielte. 2024 war er in der Gastrolle des Daniel in der dritten Staffel von Total Control zu sehen. Als Charlie Roth gehörte Zeda 2025 zur Hauptbesetzung der Drama-Serie Invisible Boys. Außerdem wird Hauptrollen in den Serien Solange wir lügen (2025, Amazon Prime) und East of Eden (2026, Netflix) verkörpern.
Im April 2025 erhielt Zada die Hauptrolle des Haymitch Abernathy in Die Tribute von Panem: Sunrise on the Reaping, der auf dem gleichnamigen Roman basiert und im November 2026 veröffentlicht wird. Er tritt somit in die Fußstapfen von Woody Harrelson, der die Rolle in der Haupttrilogie verkörperte.

## Filmografie
- 2019: Bilched
- 2023: The Speedway Murders
- 2024: Total Control (Fernsehserie, 3 Episoden)
- 2025: Invisible Boys (Fernsehserie, 10 Episoden)
- 2025: Solange wir lügen (We Were Liars)